# Samelaun (Ort)
Samelaun (Samelau) ist ein osttimoresischer Ort im Suco Ritabou (Verwaltungsamt Maliana, Gemeinde Bobonaro). Er liegt im Osten der Aldeia Samelaun, auf einer Meereshöhe von 198 m. Durch Samelaun führt die Überlandstraße von der Gemeindehauptstadt Maliana nach Hatolia Vila. Südlich liegt an ihr der Ort Timatan, nach Norden führt sie nach Moleana. Östlich befindet sich an einer Parallelstraße das Dorf Diruaben.